# Ханой
Ханой (в'єт. Hà Nội, [hàː nôjˀ]ⓘ) — столиця В'єтнаму, другий за значенням промисловий центр країни (після Хошиміна). Має статус міста центрального підпорядкування з правами провінції.

## Географія

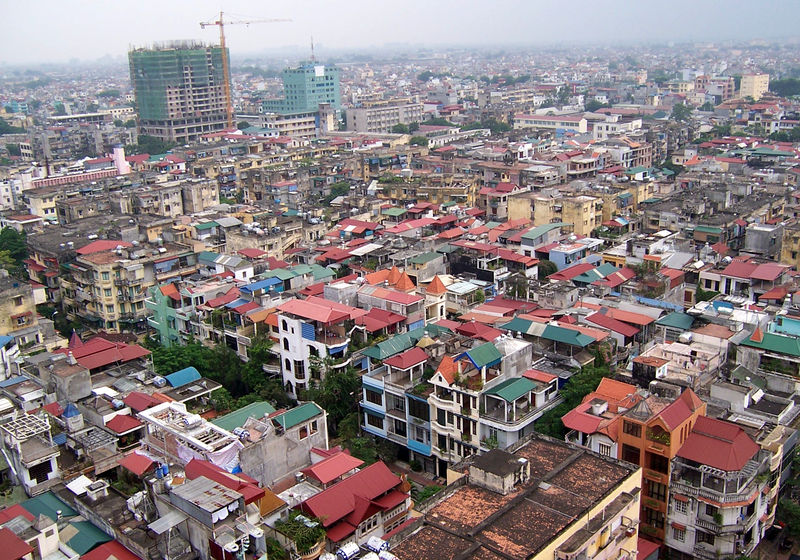
Панорама Ханоя

Місто розташоване у північному В'єтнамі в центральній частині дельти річки Хонгха (на західному березі), за 140 км від Тонкінської затоки Південнокитайського моря.
Площа міста становить 3 324,5 км².

### Клімат
Місто знаходиться у зоні, котра характеризується вологим субтропічним кліматом. Найтепліший місяць — червень із середньою температурою 28.9 °C (84 °F). Найхолодніший місяць — січень, із середньою температурою 16.7 °С (62 °F).
| Клімат Ханоя            | Клімат Ханоя | Клімат Ханоя | Клімат Ханоя | Клімат Ханоя | Клімат Ханоя | Клімат Ханоя | Клімат Ханоя | Клімат Ханоя | Клімат Ханоя | Клімат Ханоя | Клімат Ханоя | Клімат Ханоя | Клімат Ханоя |
| Показник                | Січ.         | Лют.         | Бер.         | Квіт.        | Трав.        | Черв.        | Лип.         | Серп.        | Вер.         | Жовт.        | Лист.        | Груд.        | Рік          |
| Середній максимум, °C   | 18,9         | 18,9         | 22,8         | 26,1         | 31,1         | 32,2         | 32,2         | 32,2         | 31,1         | 27,8         | 23,9         | 21,1         | 26,5         |
| Середня температура, °C | 17           | 17           | 20           | 24           | 27           | 29           | 29           | 28           | 27           | 25           | 21           | 18           | 23           |
| Середній мінімум, °C    | 15           | 15           | 17,8         | 21,1         | 23,9         | 25           | 26,1         | 26,1         | 25           | 22,2         | 18,9         | 15           | 20,9         |
| Норма опадів, мм        | 21           | 28           | 46           | 91           | 183          | 229          | 255          | 296          | 251          | 146          | 46           | 14           | 1607         |
| Днів з опадами          | 14           | 17           | 22           | 18           | 18           | 18           | 19           | 18           | 14           | 11           | 9            | 9            | 187          |
| Вологість повітря, %    | 85           | 85           | 90           | 90           | 85           | 85           | 85           | 90           | 85           | 80           | 80           | 80           | 85           |
| ----------------------- | ------------ | ------------ | ------------ | ------------ | ------------ | ------------ | ------------ | ------------ | ------------ | ------------ | ------------ | ------------ | ------------ |
| Джерело: Weatherbase    |              |              |              |              |              |              |              |              |              |              |              |              |              |

## Історія

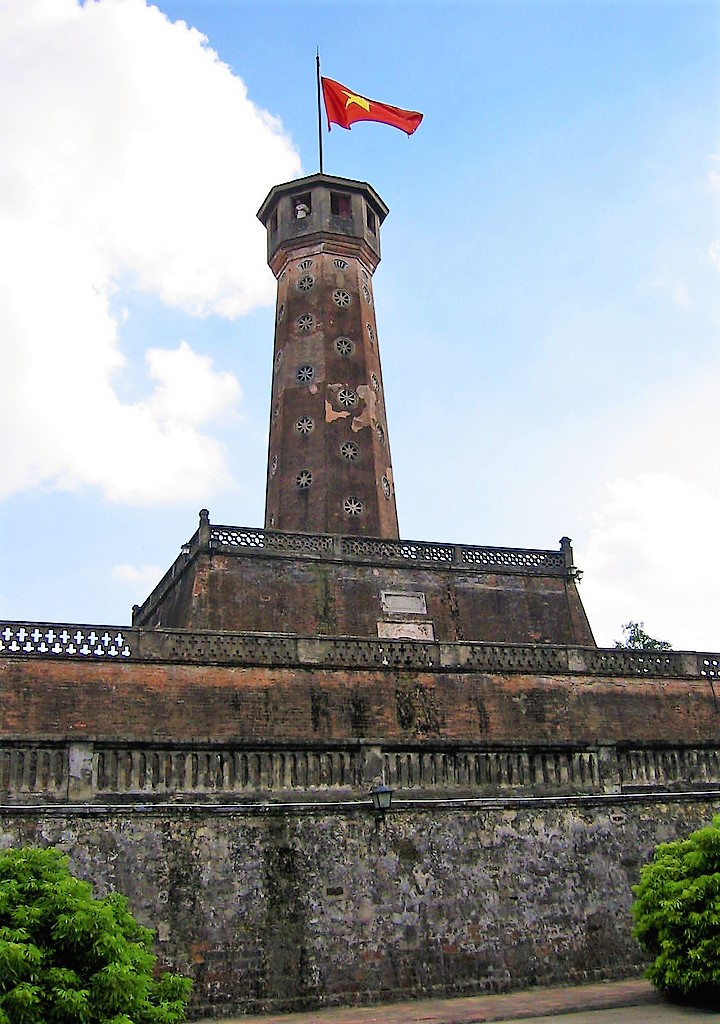
Ханойська цитадель

Історія міста починається з 1010 року, коли імператор Лі Тхай То, перший правитель в'єтнамської династії Лі (1009—1225), наказав звести місто на околицях фортеці Дайла і перенести сюди столицю держави Дайв'єт. Нове місто отримало назву «Тханглонг» (в'єтн. Thăng Long, 昇龍 — «Злітаючий дракон»). Тханг Лонг залишався головною столицею В'єтнаму до 1802 року, коли остання в'єтнамська династія, Нгуєн (1802—1945), перенесла столицю на південь в Хюе. Місто часом перейменовували, одна з назв міста, Дон Кінх, яку мало місто за часів пізньої династії Ле (1428—1787), пізніше була змінена європейцями на Тонкін. Під час французького колоніального панування (1883—1945) назва Тонкін використовувалася для позначення всього регіону. Назва «Ханой» (Hà Nội — «Між двох річок») стала використовуватися з 1831 року за наказом імператора Мінь Манга.
Під французьким управлінням Ханой знову стає важливим адміністративним центром. 1902 року він стає столицею Французького Індокитаю. Це сталося значною мірою через близькість Тонкіна до Південного Китаю, де французи прагнули розширити свій вплив і через мінеральні ресурси Тонкина. Ханой залишився адміністративним центром і під час японської окупації (1940-45).
У серпні 1945 року, після японської капітуляції, В'єтмінь під керівництвом Хо Ші Міна захопив владу в Ханої, і місто було оголошене столицею Демократичної Республіки В'єтнам. Однак французи знову захопили місто 1946 року під час Першої індокитайської війни і Ханой залишався під їх контролем до поразки під Дьєнб'єнфу 7 травня 1954 року. Незабаром після цього Ханой став столицею Демократичної Республіки В'єтнам (Північний В'єтнам).
Під час війни у В'єтнамі бомбардування Ханоя авіацією Сполучених Штатів у 1965, 1968 і 1972 роках завдало величезних збитків. Після краху Південного В'єтнаму 30 квітня 1975 року Північний В'єтнам поширив свій контроль на всю територію В'єтнаму. 2 липня 1976 року була створена Соціалістична Республіка В'єтнам, і Ханой став її столицею.
Ханой — великий промисловий центр (машинобудівна, хімічна, легка промисловості). У 1961-1962 генеральний план Ханоя розроблявся під керівництвом українського радянського архітектора Ігоря Алферова.
За повідомленням американського журналу для мандрівників Travel & Leisure, у 2006 році Ханой увійшов до списку десяти найпривабливіших для іноземних туристів міст Азії.
У жовтні 2010 року офіційно святкувалося 1000-річчя заснування міста. На честь цієї події була створена керамічна мозаїка завдовжки 6,5 кілометрів.

## Архітектура та пам'ятки

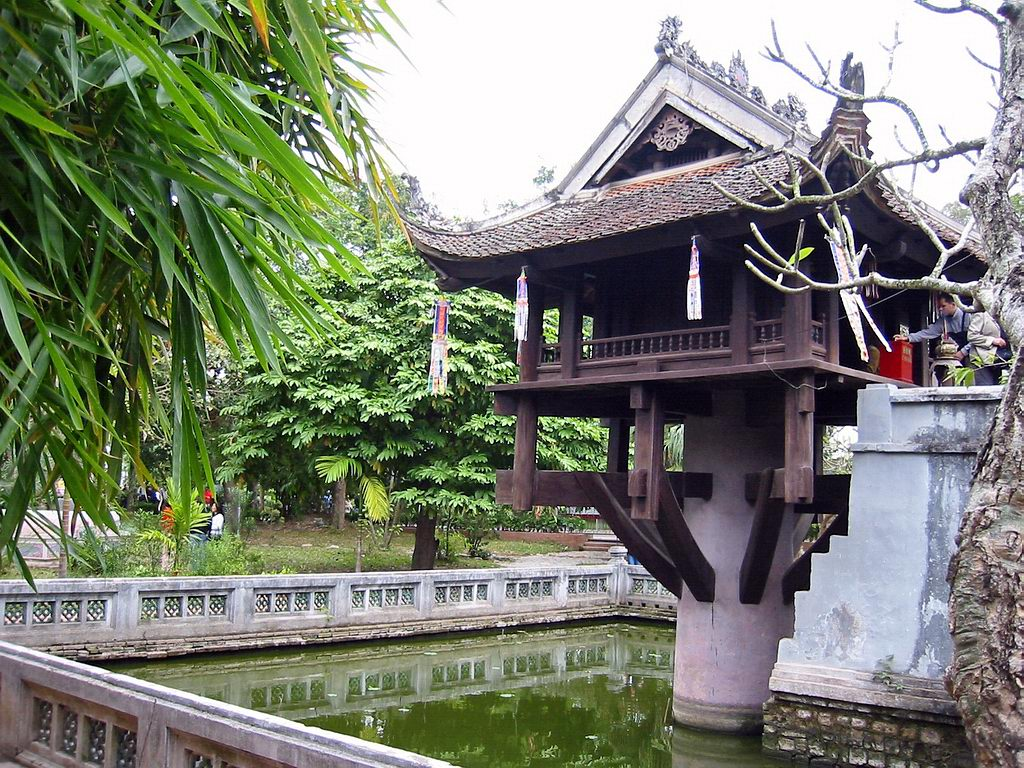
Пагода на одному стовпі

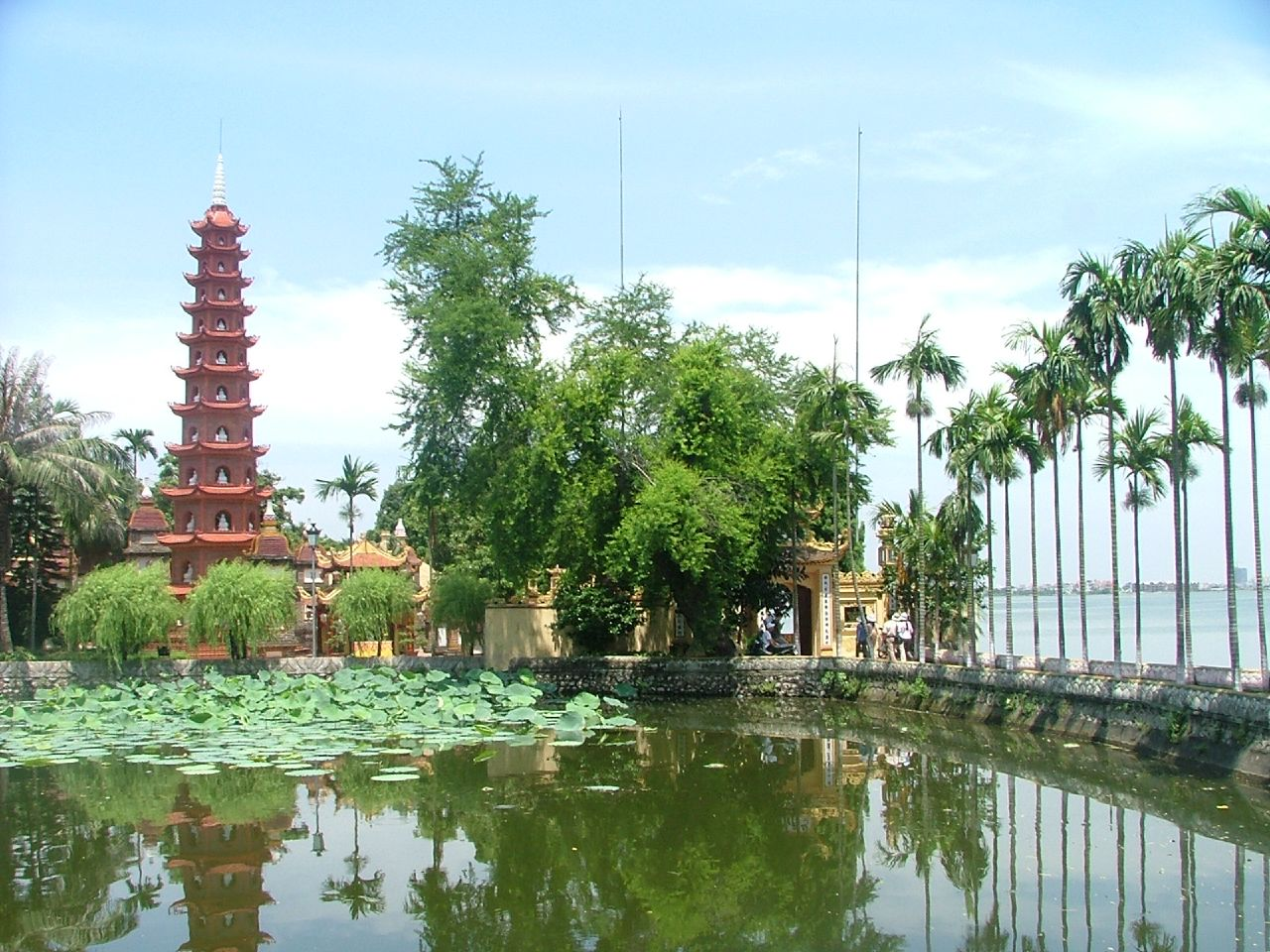
Пагода Чанкуок

Ханой має правильне планування, яке склалося наприкінці XIX і першій половині XX століття. Центральна площа міста — Бадінь, тут 2 вересня 1945 року було проголошено незалежність країни. На площі розташовані Мавзолей Хо Ші Міна, будівля Національних зборів В'єтнаму та президентський палац.
У місті багато зелених насаджень і мальовничих озер, найбільшим з яких є озеро Тей (Західне озеро), колишня стариця річки Хонгха (друге за величиною озеро країни). Широко відоме озеро Хоанкієм у центрі міста, яке має й іншу назву — «Озеро повернутого меча».
У Ханої більше 400 храмів і пагод, які надають місту особливий колорит. Найвідомішою є «Пагода на одному стовпі», яка у вигляді стилізованого лотосу піднімається з вод маленького ставка.
У колоніальний період місто переважно забудовувалося двох-трьохповерховими будинками під черепичним дахом.

## Адміністративний поділ
Станом на 2007 рік, Ханой поділений на дев'ять внутрішніх районів (Бадінь — політичний центр, Каузей — на ім'я важливого моста, Донгда, Хоанкієм — старий центр міста з однойменним озером, Хайбачинг, Хоангмай, Лонгбієн, Тейхо, Тханьсуан) і п'ять зовнішніх районів (Донгань, Зялам, Тилієм, Тханьчи, Шокшон).
2008-го року до складу міста увійшла провінція Хатай.

## Населення
Населення — 6 451 909 осіб, серед них 6 370 244 (98,73 %) в'єтнамці, 49 339 (0,76 %) мионги, 14 551 (0,23 %) тай, 17 775 (0,28 %) інші (2009, перепис).
Населення Ханою швидко зростає (приблизно на 3,5 % щорічно), тому що місто є не тільки столицею країни, а й найбільшим економічним центром Північного В'єтнаму. Швидке збільшення чисельності населення створює додатковий тиск на інфраструктуру міста.

## Освіта
Ханой — найбільший освітній центр у В'єтнамі. За оцінками, 62 % вчених країни живуть і працюють у Ханої
Найбільші вищі навчальні заклади:
- Ханойський медичний університет, заснований 1902 року як Індокитайський медичний коледж;
- Національний університет В'єтнаму, заснований 1904 року як Індокитайський університет;
- Ханойський університет образотворчого мистецтва, заснований 1925 року як Школа образотворчого мистецтва Індокитаю;
- Університет мов та міжнародних досліджень, заснований 1955 року, один з провідних університетів Південно-Східної Азії цього напрямку;
- Ханойський технологічний університет, заснований 1956 року;
- Університет транспорту та зв'язку;
- Ханойська школа сільського господарства.

## Культура

### Музеї

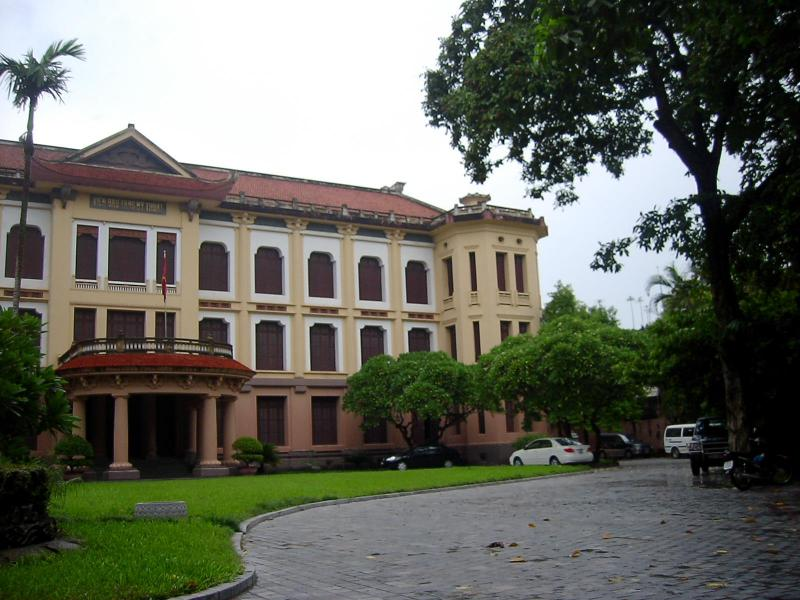
Національний музей образотворчих мистецтв В'єтнаму

- Національний музей історії В'єтнаму,
- Національний музей образотворчих мистецтв В'єтнаму,
- Музей етнології В'єтнаму,
- В'єтнамський музей революції,
- Тюрма Хоало (Ханой Хілтон),
- Музей Хо Ші Міна,
- Центр сучасного мистецтва Ханоя,
- В'єтнамський військово-історичний музей,
- Музей Ханоя.

### Пам'ятки
- Мавзолей Хо Ші Міна;
- Ханойська цитадель;

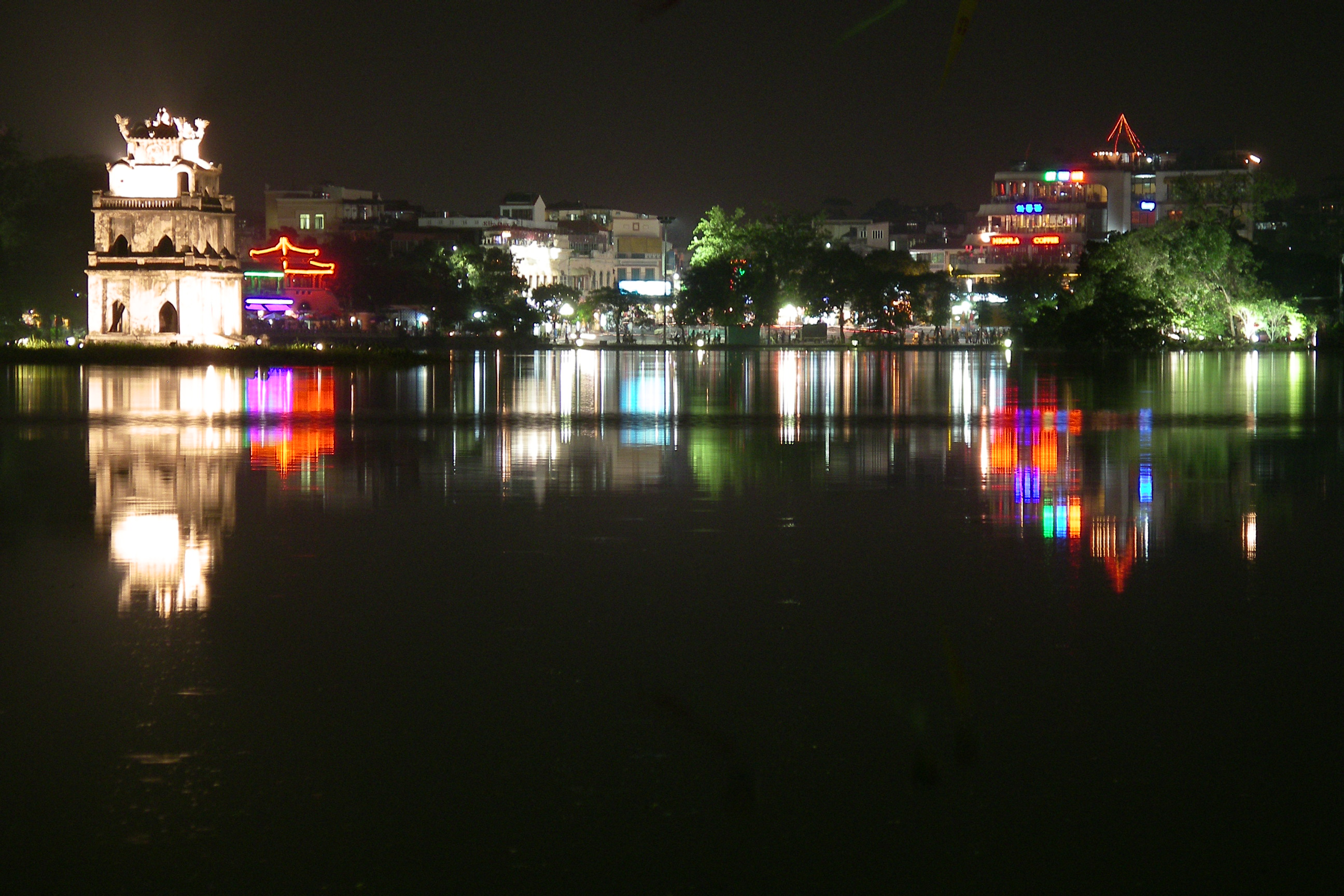
Вежа Черепахи та озеро Хоанкієм вночі

- Пагода Чанкуок, найстаріша пагода Ханоя (VI століття);
- Пагода на одному стовпі (Тюа-Мот-Кот);
- Храм Куан-Тхань;
- Вежа Черепахи на озері Хоанкієм;
- Кафедральний собор Святого Йосипа;
- Ханойський ботанічний сад.

## Транспорт

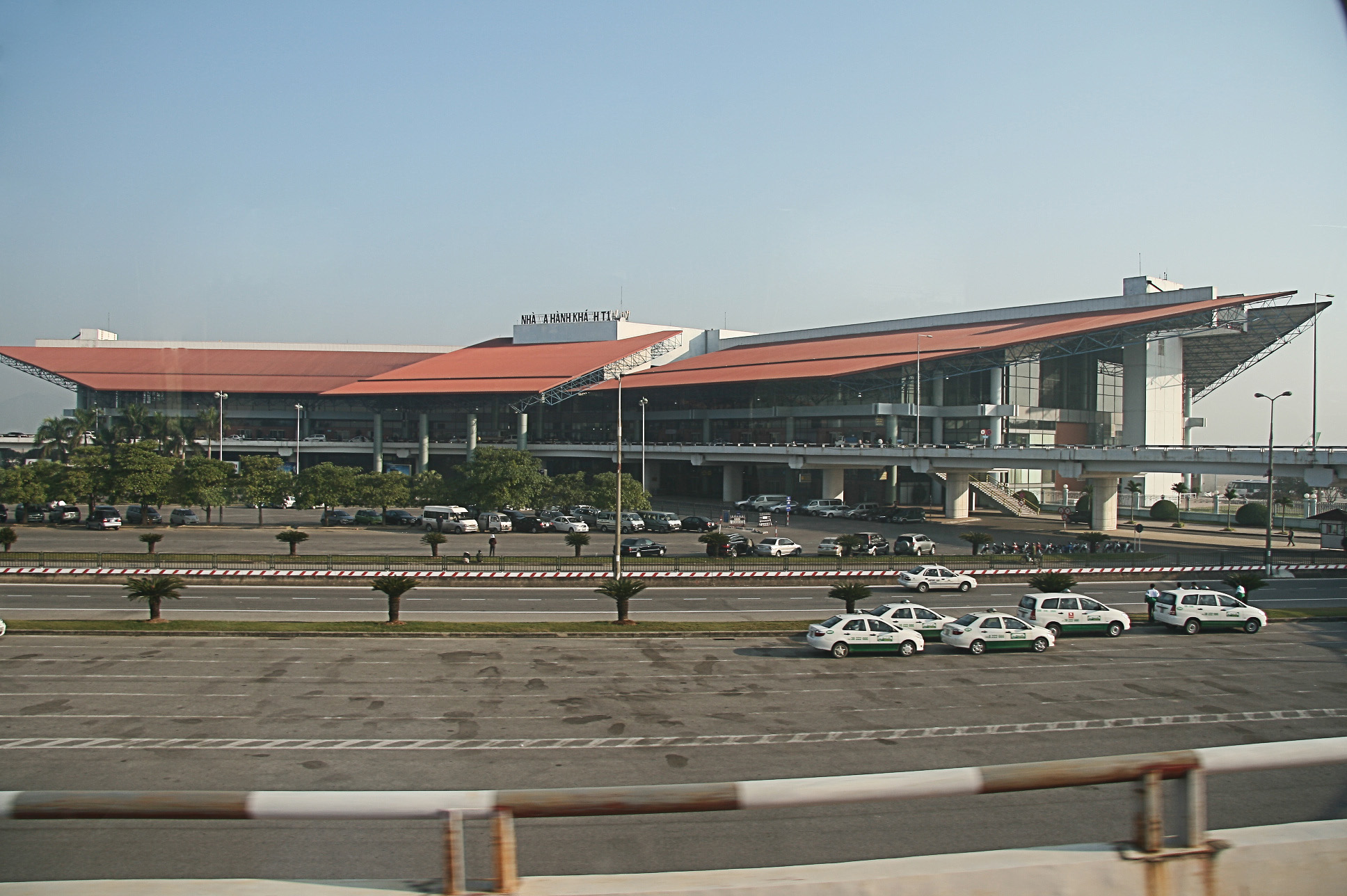
Міжнародний аеропорт Нойбай

Міжнародний аеропорт Нойбай знаходиться за 45 кілометрів від центру міста. Новий міжнародний термінал (T2), який спроєктували та побудували японські підрядники, відкрився у січні 2015 року, одночасно відкрито нову трасу та новий міст, що сполучає аеропорт з центром столиці.
Ханой також є важливим залізничним вузлом на півночі країни. Головна залізнична лінія завдовжки 1726 км, що з'єднує Ханой і Хошимін, будувалася під час французького колоніального правління з 1899 по 1936 рік. Експрес долає цю відстань за 33 години. Станом на 2005 рік в мережі в'єтнамських залізниць налічувалося 278 станцій, з яких 191 — на лінії Північ-Південь.
У Ханої будуються 2 лінії метрополітену. Перша з них була введена в експлуатацію 6 листопада 2021 року, друга має запрацювати — 2023 року.
Ханой, що розкинувся на правому березі річки Хонгха, є також великим річковим портом.
Основним видом транспорту столиці є мопеди, автобуси і таксі. В останні десятиліття мопеди потіснили велосипеди як основний засіб пересування. Неухильно зростає кількість особистих автомобілів, що є новою транспортною проблемою для міста.

## Спорт

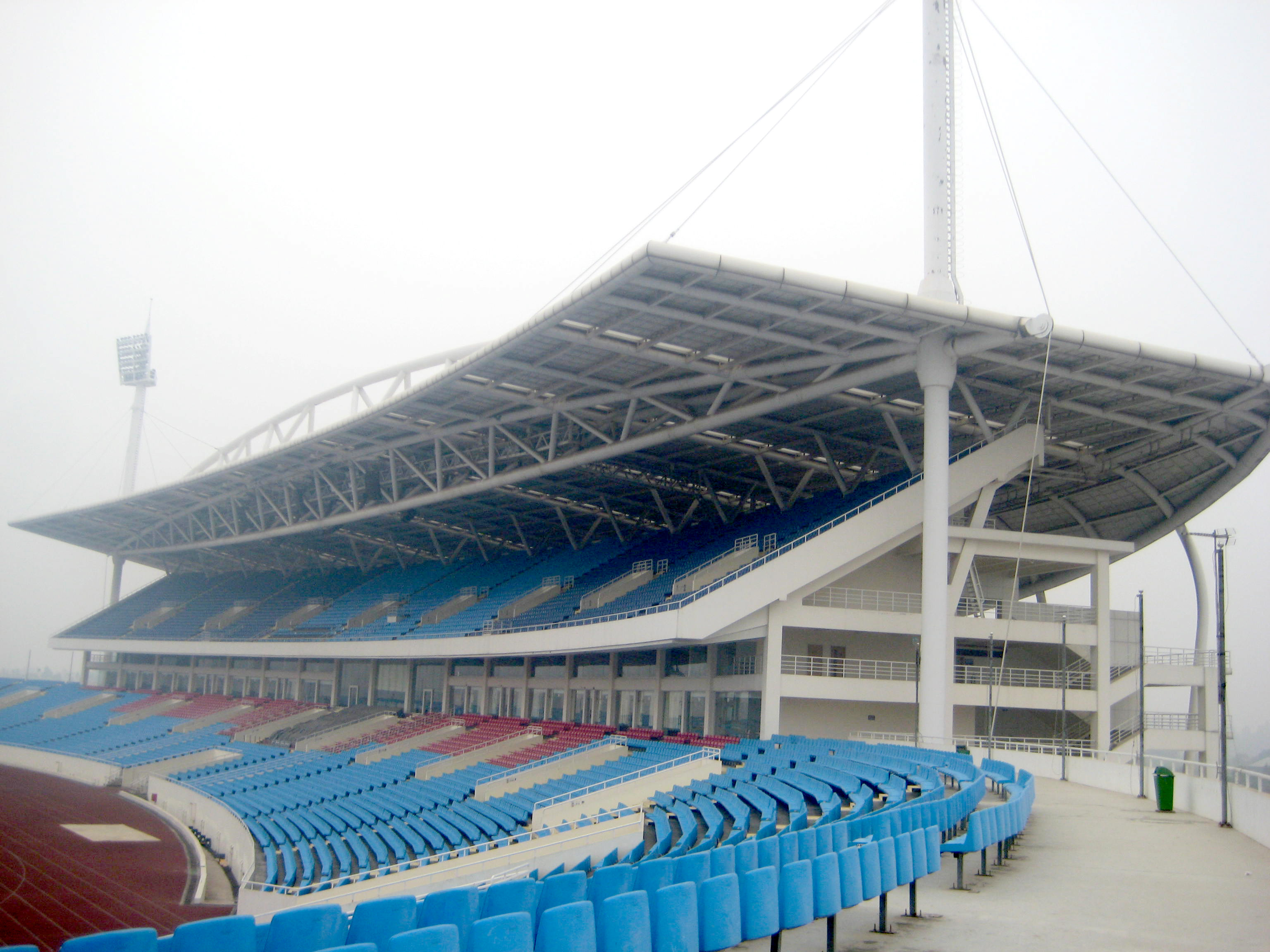
Національний стадіон «Мідінь»

У Ханої побудовано кілька великих спортивних арен. 2003 року в південній частині міста став до ладу Національний стадіон «Мідінь» на 40 тисяч місць, який став домашньою ареною Національної збірної В'єтнаму з футболу. Того ж року стадіон став місцем проведення Ігор Південно-Східної Азії 2003, тут відбулися церемонії відкриття та закриття, футбольні матчі та змагання з легкої атлетики. 2008 року на цьому стадіоні національна команда В'єтнаму посіла перше місце на чемпіонаті Південно-Східної Азії з футболу.
Інші великі спортивні арени міста: Національний спортивний центр, стадіон «Хангдай» (22 500 місць), Кінний центр, Палац спорту Кван-Нгуа, Спортивний комплекс з водних видів спорту, легкоатлетичний манеж «Мідінь» (всього більше 20 об'єктів). 2003 року в Ханої також проводилися Треті Азійські ігри в приміщенні.
В 2005 році у Ханої в Quan Ngua Sports Palace проходив 8-й Чемпіонат світу з ушу.
У місті базується футбольний клуб «Ханой T&T», який виступає в В-Лізі.

## Персоналії
- Нго Куєн (897—944) — засновник в'єтнамської династії Нго, вионг в 939—944 роках.

## Галерея

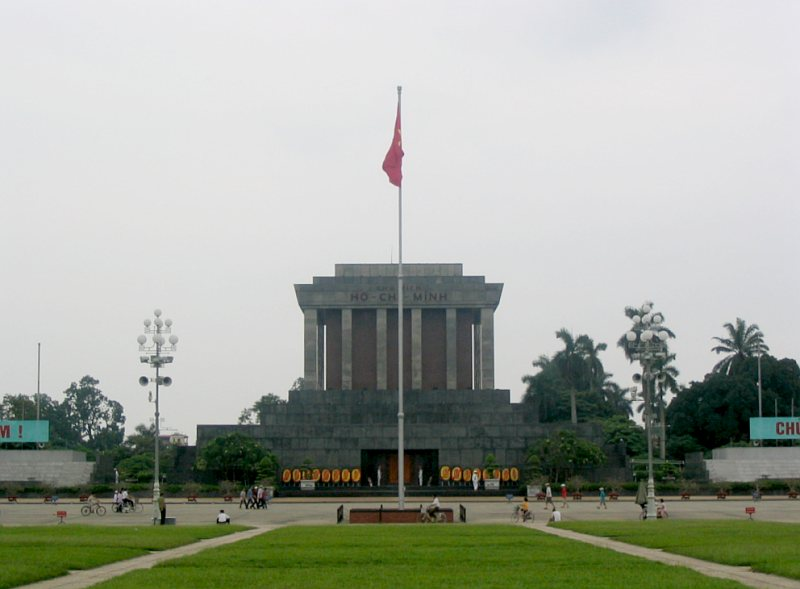
Мавзолей Хо Ші Міна
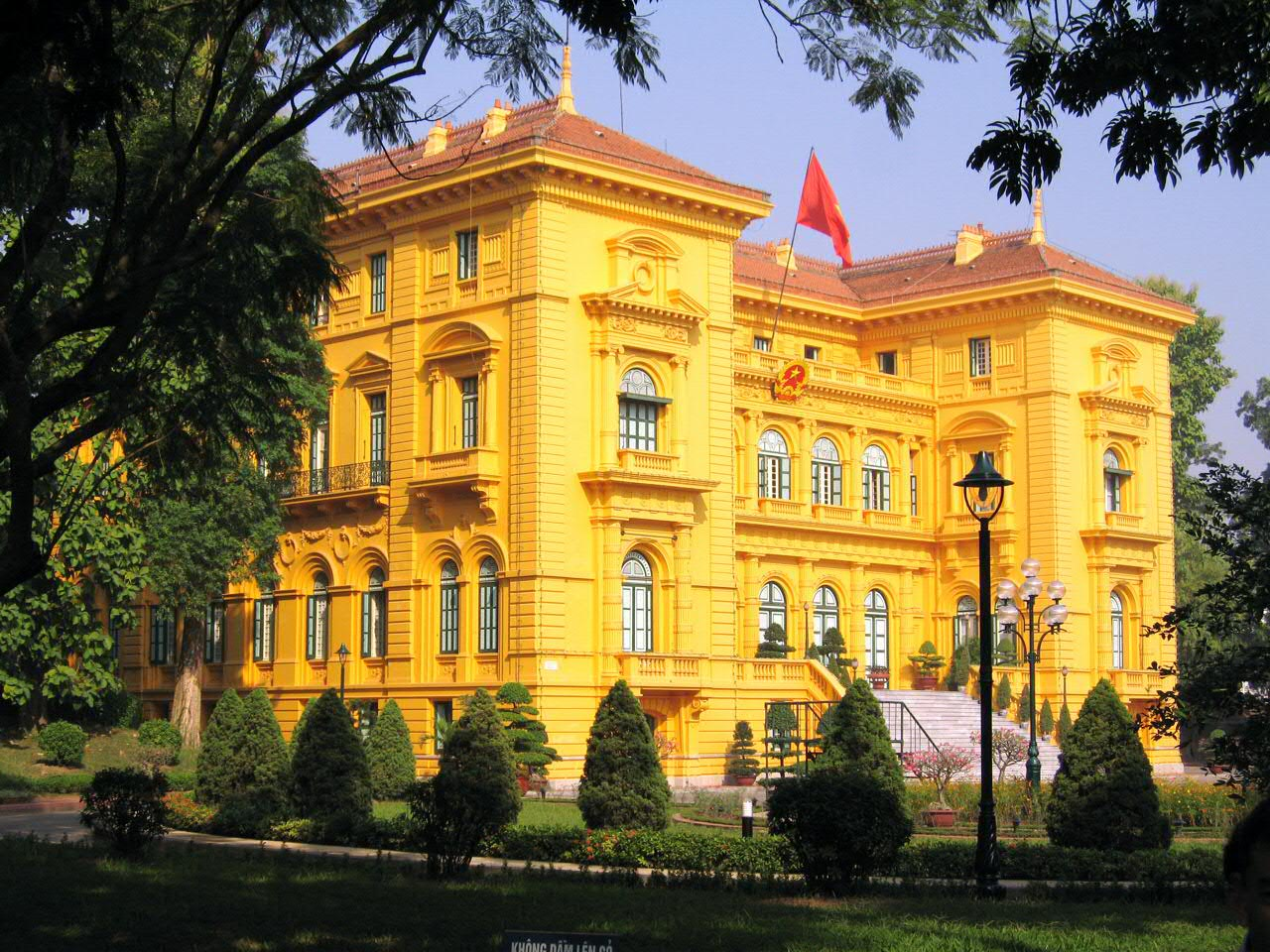
Президентський палац у Ханої (колишня резиденція генерал-губернатора Французького Індокитаю)

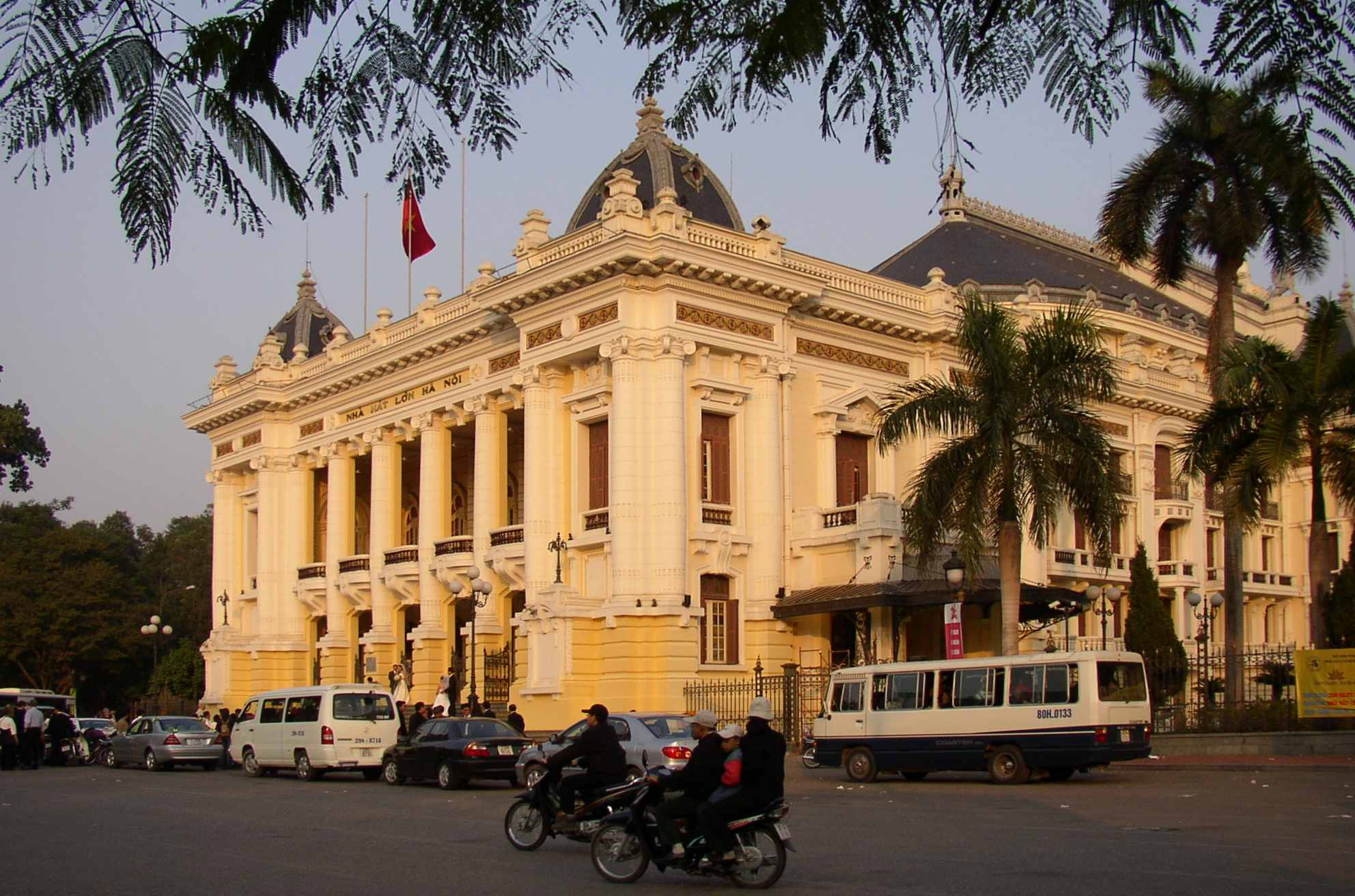
Ханойский оперний театр, побудований за зразком Опери Гарньє в Парижі
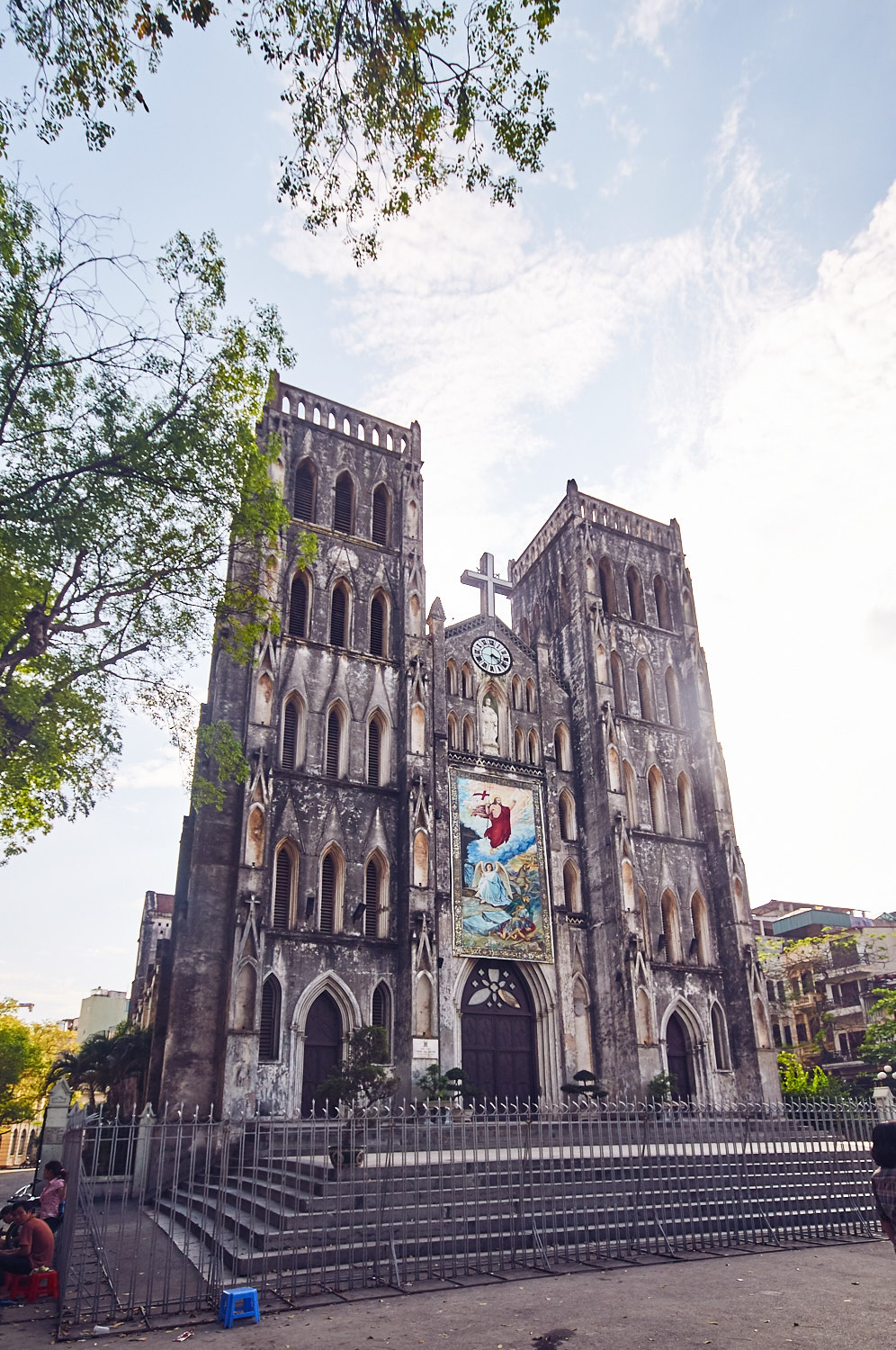
Собор Святого Йосипа
Національний музей історії В'єтнаму (до 1954 року тут знаходився Французький інститут Далекого Сходу)
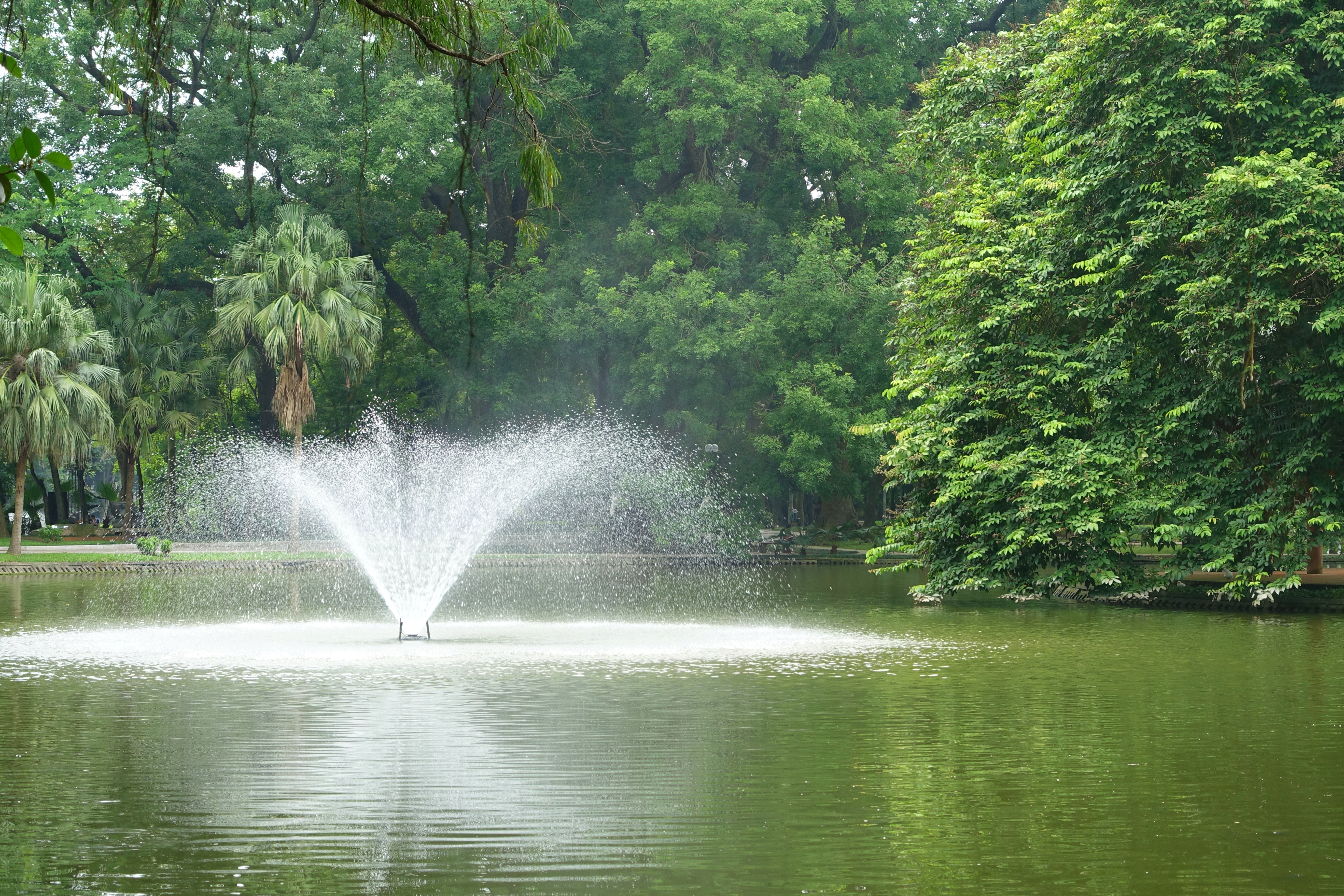
Ханойський ботанічний сад